# Ты не забудешь
«Ты не забудешь» — дебютный студийный альбом украинской певицы Светланы Лободы, выпущенный 25 сентября 2005 года на лейблах Ukrainian Records и Moon Records.

## Об альбоме
Весной 2004 года Лобода стала солисткой в группе «ВИА Гра», однако уже в сентябре покинула группу и занялась сольной карьерой. С того же момента она начала запись дебютной пластинки. Певица стала автором слов или музыки — иногда и всего сразу — практически каждой песни в альбоме. Основными соавторами стали Иван Розин и Георгий Денисенко. Три песни в альбоме написал участник группы «Премьер-министр» Тарас Демчук. Лобода также сама выступила в роли продюсера, исполнительным же продюсером стал Михаил Ясинский.
В декабре вышел первый сингл «Чёрно-белая зима», который смог пробиться в первую пятёрку радиочарта Украины. Весной 2005 года также были выпущены синглы «Там, под облаками» и «Я забуду тебя», а 25 сентября состоялся релиз самого альбома. Пластинка была выпущена лейблом Ukrainian Records, входящим в Universal Music, а также S&A Music Group, собственной компанией Лободы. Дистрибьютором выступила компания Moon Records.
Презентация его проходила в Москве, в одном из столичных клубов.
На песни «Чёрно-белая зима», «Я забуду тебя» и «Ты не забудешь» видеоклипы снял Алан Бадоев. Клип «Я забуду тебя» был удостоен премии на фестивале в Португалии как лучший иностранный клип. В 2006 году был выпущен видеоклип на песню «Чёрный ангел», его срежиссировали Александр и Игорь Стеколенко.
В настоящее время альбом недоступен в цифровом формате на территории России и Украины из-за авторских прав.

## Отзывы критиков
Рецензент портала UMKA отметил, что данный альбом — пример правильного применения амбиций Лободы. Он заявил, что певица сумела передать в пении все интонации, необходимые для того, чтобы слушатель смог представить привлекательный образ. Напоследок он добавил, что в музыкальном плане это — качественный поп-продукт, чей уровень, по его мнению, запросто позволит ему не затеряться на общем фоне.

## Список композиций
| №   | Название                 | Текст песни     | Музыка                                               | Длительность |
| --- | ------------------------ | --------------- | ---------------------------------------------------- | ------------ |
| 1.  | «Потому, что люблю»      | Светлана Лобода | Иван Розин                                           | 3:12         |
| 2.  | «Чёрно-белая зима»       | Тарас Демчук    | Тарас Демчук                                         | 3:16         |
| 3.  | «Дай мне»                | Тарас Демчук    | Тарас Демчук                                         | 3:00         |
| 4.  | «Возьми»                 | Светлана Лобода | Светлана Лобода                                      | 3:50         |
| 5.  | «Ты не забудешь»         | Светлана Лобода | Эммануэль Видаль Де Фонсека, Франческо Де Бенедеттис | 4:03         |
| 6.  | «Там, за облаками»       | Светлана Лобода | Светлана Лобода                                      | 3:42         |
| 7.  | «Чёрный ангел»           | Светлана Лобода | Георгий Денисенко                                    | 3:51         |
| 8.  | «Я забуду тебя»          | Тарас Демчук    | Тарас Демчук                                         | 4:08         |
| 9.  | «Я забуду тебя» (Rmx)    | Тарас Демчук    | Тарас Демчук                                         | 3:52         |
| 10. | «Чёрно-белая зима» (Rmx) | Тарас Демчук    | Тарас Демчук                                         | 4:17         |
| 11. | «How Can I Get You»      | Иван Розин      | Иван Розин, Светлана Лобода                          | 3:36         |
| 12. | «Didn’t Mean»            | Светлана Лобода | Светлана Лобода                                      | 2:53         |

| №  | Название           | Режиссёр    | Длительность |
| -- | ------------------ | ----------- | ------------ |
| 1. | «Чёрно-белая зима» | Алан Бадоев |              |
| 2. | «Я забуду тебя»    | Алан Бадоев |              |
| 3. | «Ты не забудешь»   | Алан Бадоев |              |

## История релиза
| Регион  | Дата             | Формат       | Лейбл                                                       | Каталожный код              | Ист.  |
| ------- | ---------------- | ------------ | ----------------------------------------------------------- | --------------------------- | ----- |
| Украина | 25 сентября 2005 | Компакт-диск | Ukrainian Records, Moon Records, S&A Media, Universal Music | UR 06020/0510112, MR-1454-2 | [ 9 ] |
| Украина | 25 сентября 2005 | Кассета      | Ukrainian Records, Moon Records, S&A Media, Universal Music | UR 06020/0510129, MR-1454-4 | [ 9 ] |
| Россия  | 25 сентября 2005 | Компакт-диск | Moon Records, CD Land                                       | MR-1454-2                   | [ 9 ] |